# Tokszugung
A Tokszugung (hangul: 덕수궁, handzsa: 景福宮, RR: Deoksugung) Szöul öt királyi palotájának egyike. Építészeti szempontból különleges komplexum, mivel a hagyományos koreai stílusú épületek mellett nyugati típusú épületekkel is rendelkezik. A turisták körében népszerű a naponta háromszor véghezvitt őrségváltás a Tehan (Daehan) kapunál. A palotán kívül kőfallal övezett, festői ösvényen lehet sétálni. A palota  a japán uralom idejében jelentős veszteségeket szenvedett, ma már eredeti területének csak egyharmada létezik. Ma a palotában található a Modern Művészetek Múzeuma. A legközelebbi metróállomás a Városháza.

## Történelme
Eredetileg Szongdzsong (Seongjong) király bátyjának, Volszan (Wolsan) nagyhercegnek volt a rezidenciája a 15. század végén. A 16. század végi, japánokkal vívott imdzsin (imjin) háború idejében lett királyi rezidencia, amikor a többi palotát az ellenség felégette. Szondzso (Seonjo) király volt az első uralkodó, aki itt lakott. Kvanghegun (Gwanghaegun)t már itt koronázták meg 1608-ban, aki Kjongungung (Gyeongun-gung)ra (경운궁, 慶運宮) változtatta a palota nevét 1611-ben. 1618-ban a királyi rezidencia visszaköltözött az újjáépített Cshangdok (Changdeok) palotába, így a megüresedett rezidenciát másodlagos palotaként használták csak, Szogung (Seogung) (Nyugati palota) néven. Későbbi történelme folyamán hol királyi rezidencia volt, hol ideiglenes lakóhelyéül szolgált a királyi családnak.
1895-ben Kodzsong (Gojong) király az orosz követségre menekült, amikor a királynét a japánok meggyilkolták. Amikor 1987-ben az uralkodó császárrá koronáztatta magát, ebbe a palotába vonult vissza, és újra a Kjongungung (Gyeongun-gung) nevet adta neki. Az épületeket kibővítették, 1900-ban bevezették az elektromos áramot. Miután lemondott a trónról fia javára, továbbra is ebben a palotában élt. 1904-ben az épületegyüttes egy része egy tűzben elpusztult. 1907-ben a palota az „erényes, hosszú élet” jelentésű Tokszu (Deoksu) nevet kapta, ami a császár hosszú életére vonatkozó kívánság volt. Kodzsong (Gojong) itt halt meg, a Hamnjongdzson (Hamnyeongjeon) épületben. 1910 után, a japán uralom alatt a palota területe közparkként funkcionált. Jelenlegi területe csupán egyharmada az egykorinak, és az eredeti épületeknek csupán az egytizede látható.

## Épületek
A jelenlegi palota főkapuja a Tehanmun (Daehanmun), melynek neve 1906 előtt Teanmun (Daeanmun) volt. A főépület a Csunghvadzson (Junghwajeon), ahol az államügyeket, hivatalos látogatásokat intézték, itt található a trón is. Eredetileg kétszintes volt, 1906-ban egyszintesként építették újjá. Ide korábban csak a Csunghvamun (Junghwamun) kapun keresztül lehetett belépni, a kaputól fallal övezett folyosó vezetett a trónteremhez, a falak ma már nem állnak. Kodzsong (Gojong) császár hálóterme volt a Hamnjongdzson (Hamnyeongjeon), mely a keleti szárnyban található. Itt ütött ki 1904-ben a tűz, a hivatalos iratok szerint a fűtőrendszer ellenőrzésekor, azonban feltételezhető, hogy a japánok kísérelték meg megölni a császárt. 1900-ban épült a palotakertben a Csonggvanhon (Jeonggwanheon) pavilon, ez volt az első nyugati stílusú épület koreai királyi palota területén. Egy orosz építész tervezte, de a nyugati jegyek mellett koreai építészeti elemeket is tartalmaz. A japán uralom alatt étkezőként funkcionált. Neoreneszánsz stílusban épült a Szokcsodzson (Seokjojeon), melyet egy brit építész tervezett a császár felkérésére. A kőépület ma a Modern Művészetek Múzeumának egyik szárnyaként funkcionál és 1909-re készült el. A Csungmjongdzson (Jungmyeongjeon) épület eredetileg könyvtárnak épült, azonban az 1904-es tűz után a császár átmeneti szállásaként funkcionált.

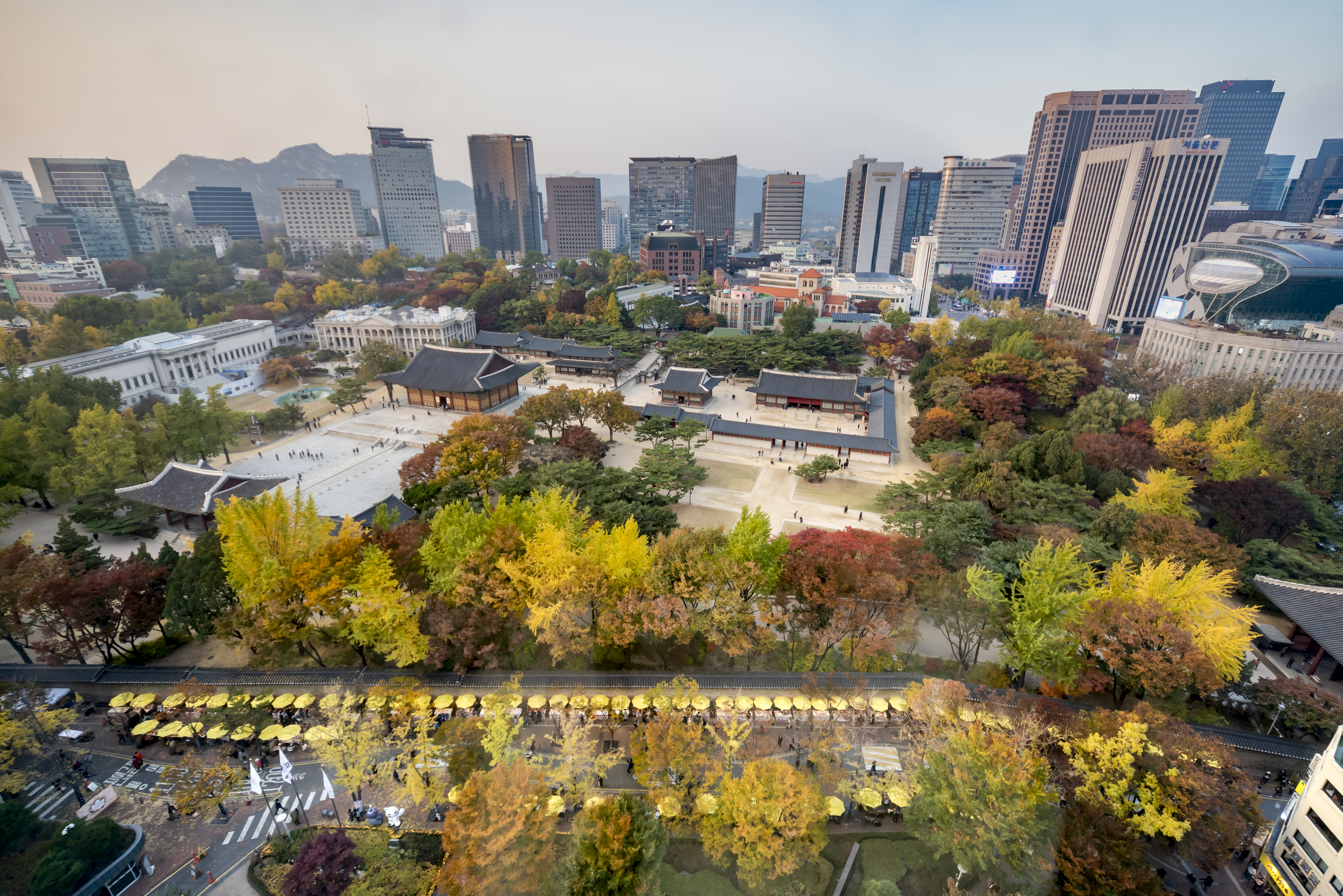
Tokszugung (Deoksugung) a levegőből
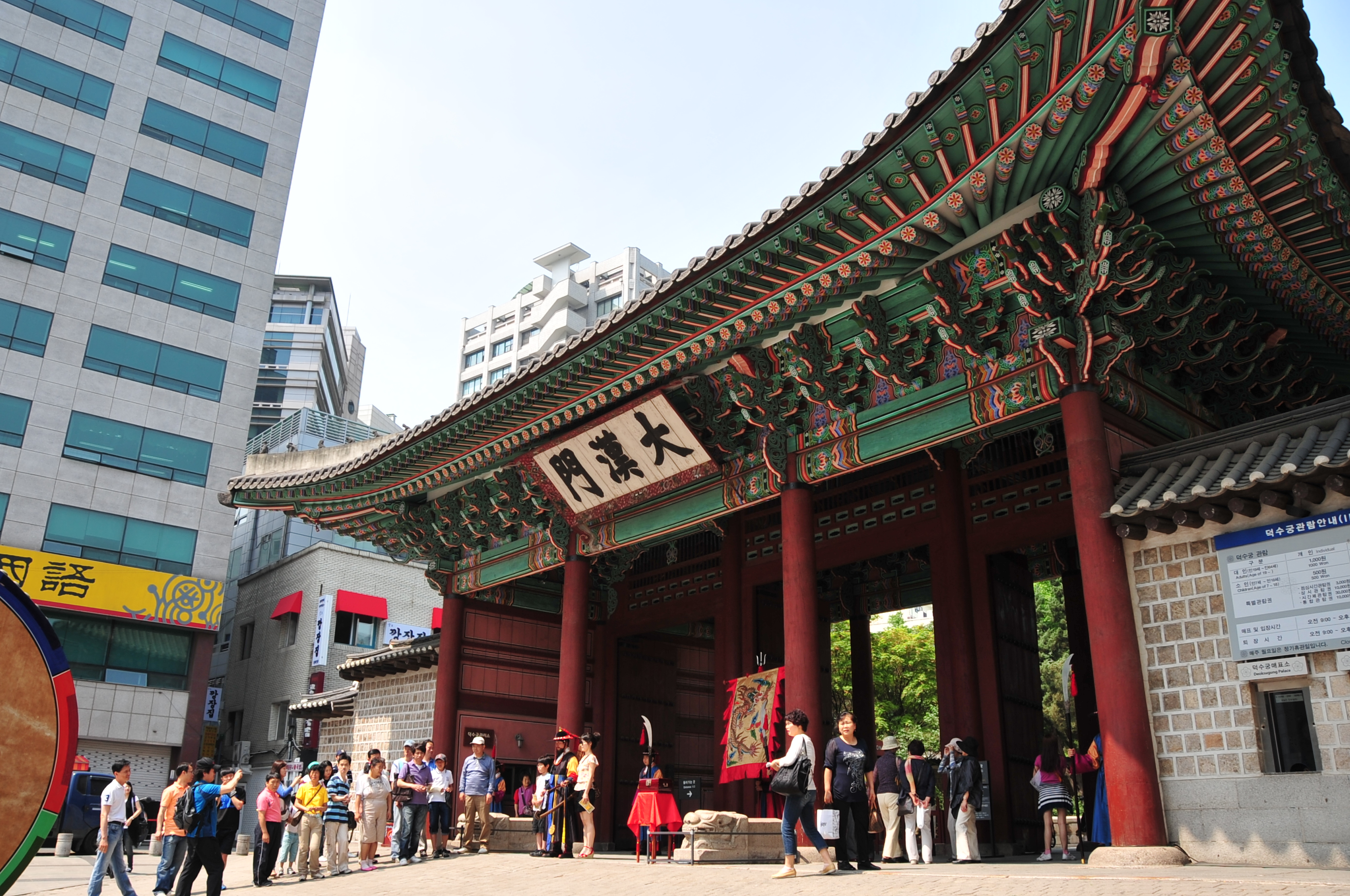
Tehanmun (Daehanmun)
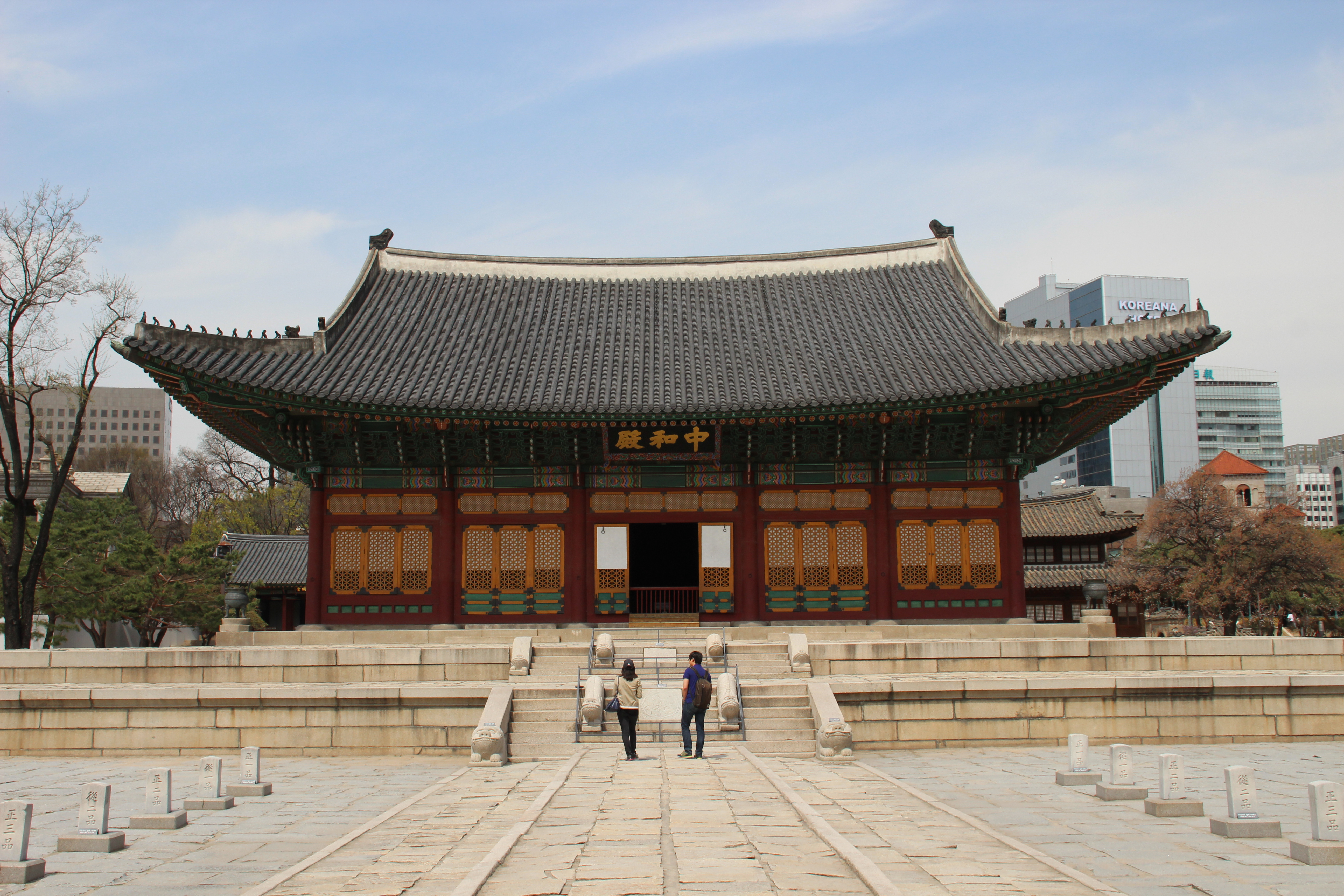
Csunghvadzson (Junghwajeon)
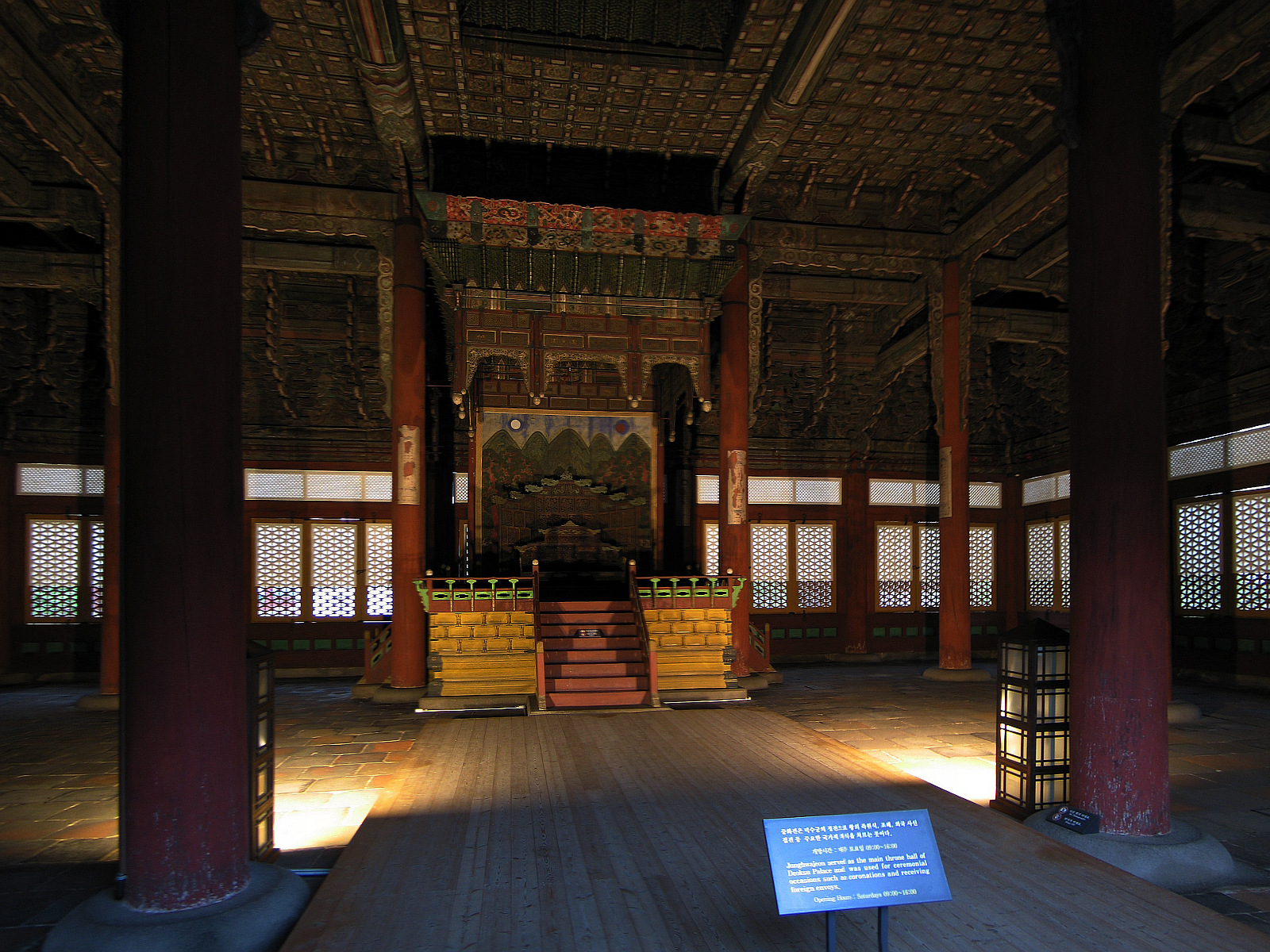
A Csunghvadzson (Junghwajeon) belülről
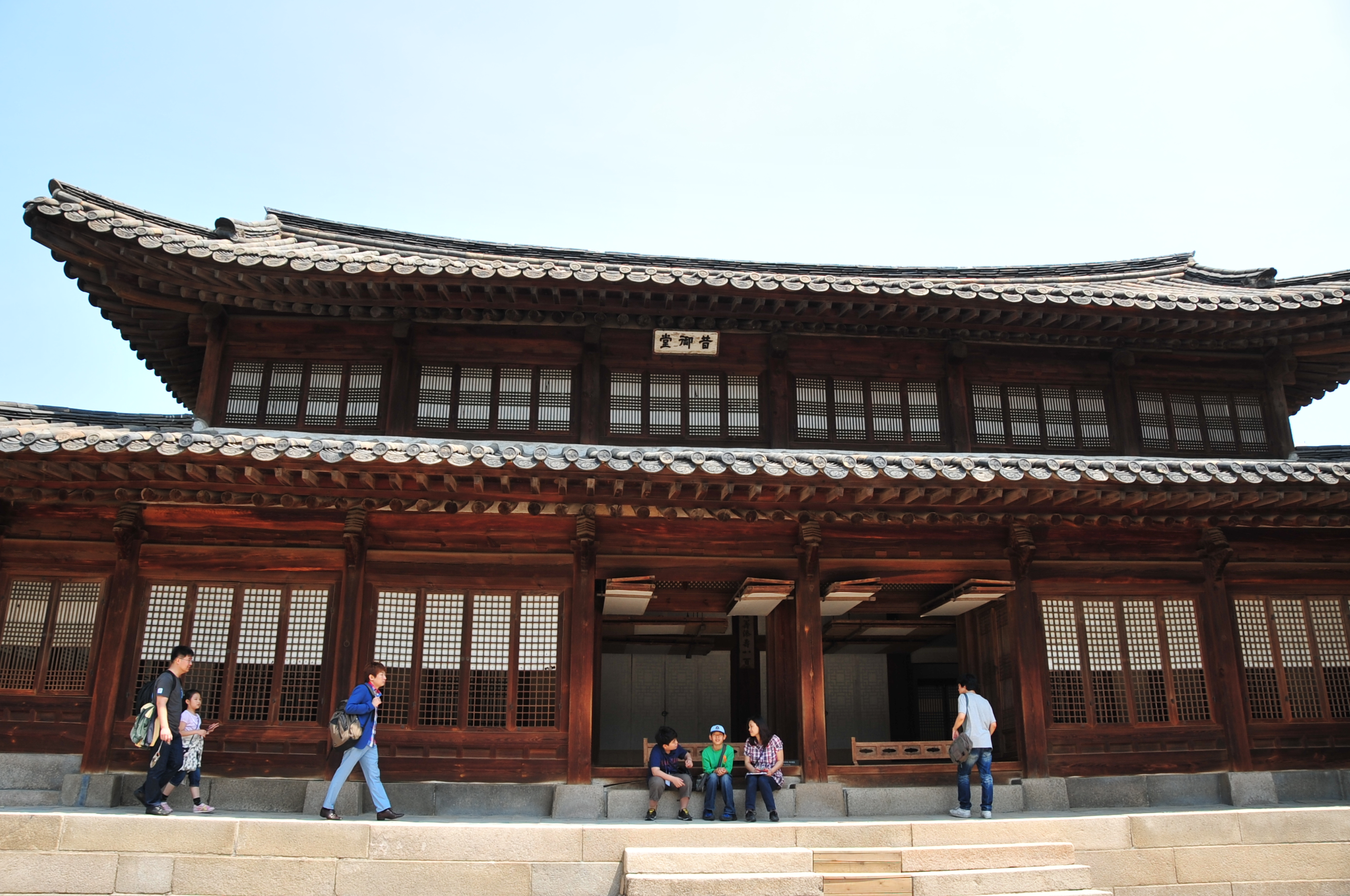
Szogodang (Seokeodang)
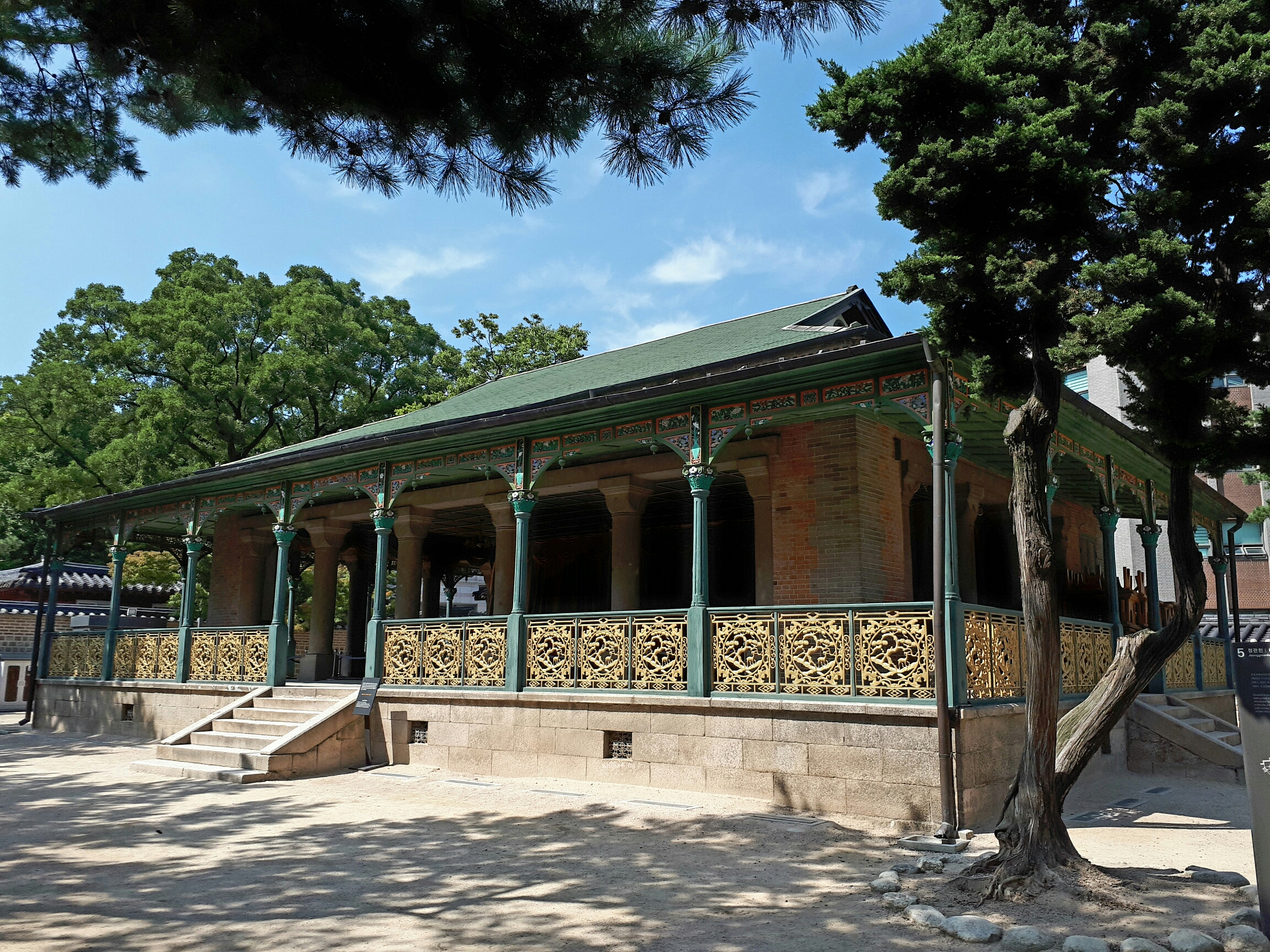
Csonggvanhon (Jeonggwanheon)
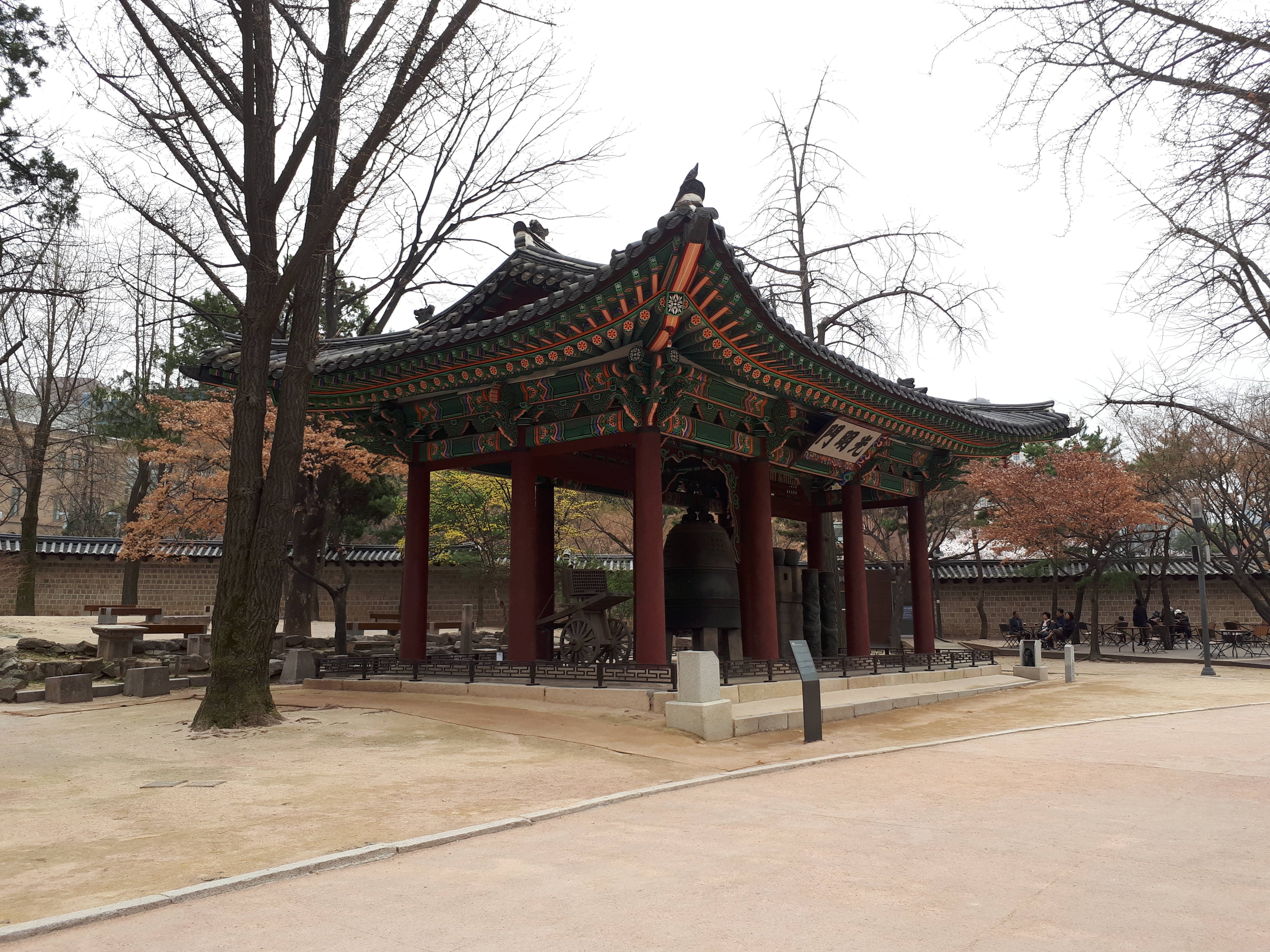
A korábbi főkapu
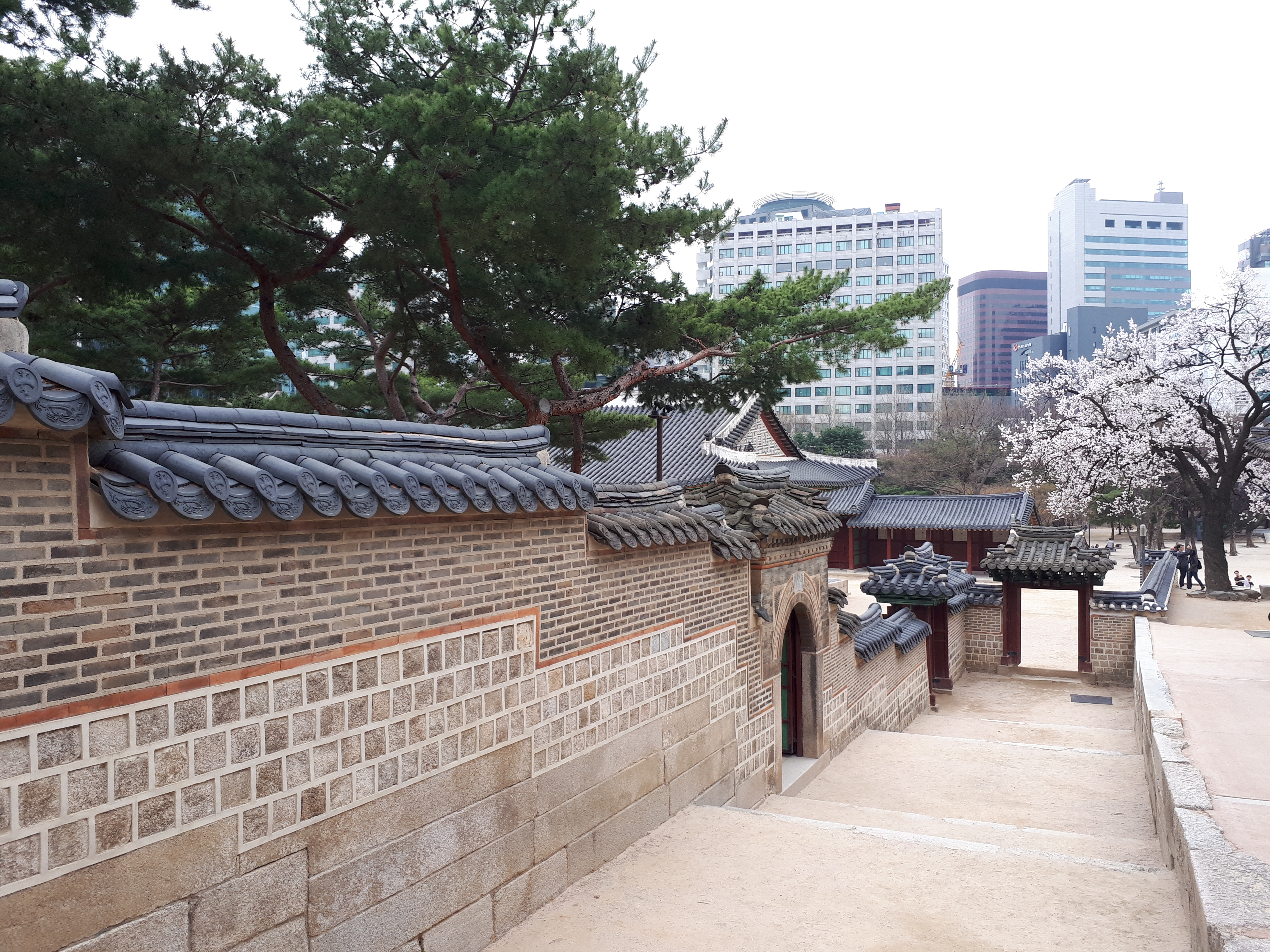
A palota belső falai
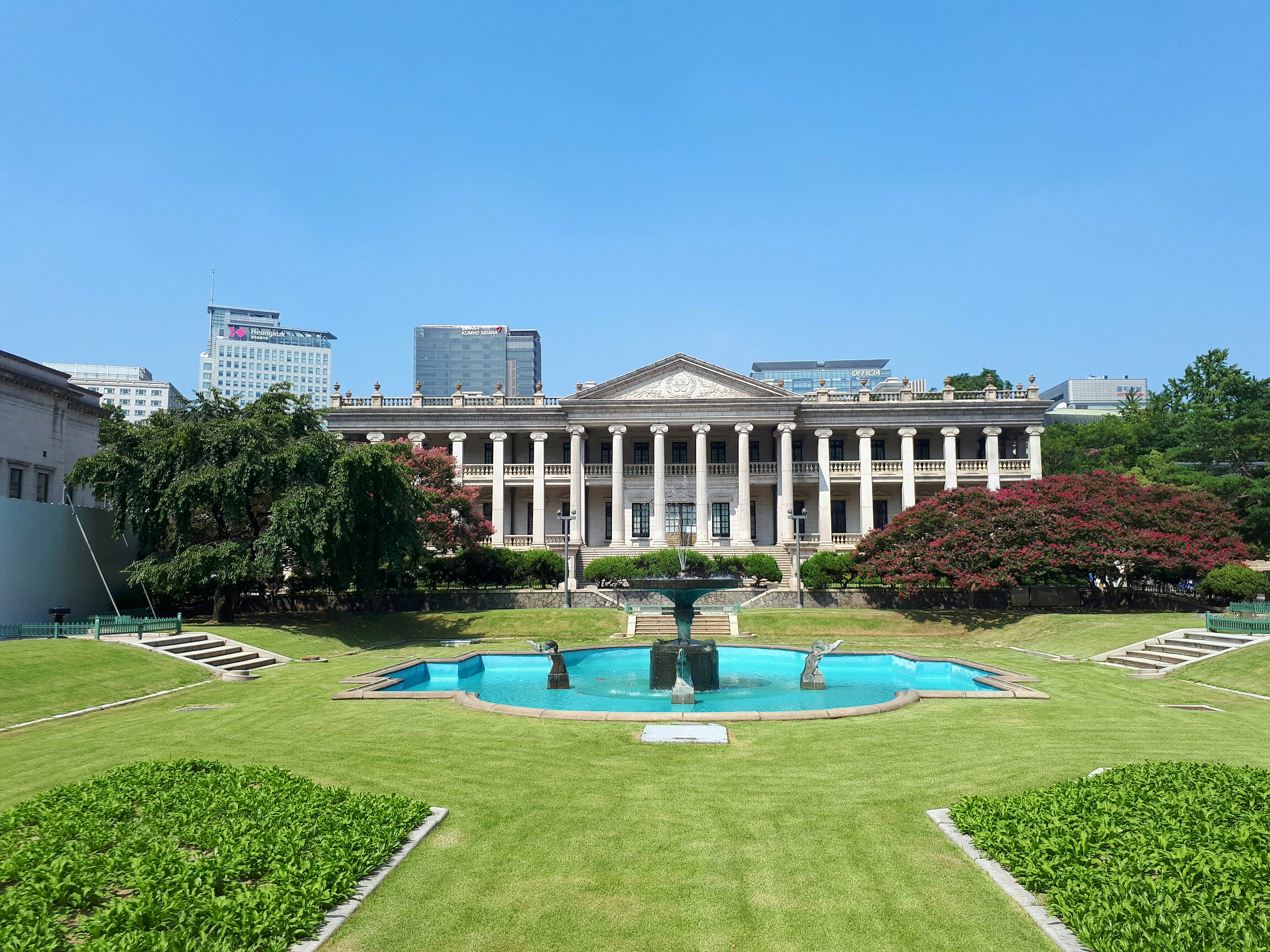
Szokcsodzson (Seokjojeon)